# ۱۴۲۳ (میلادی)
۱۴۲۳ (میلادی) هزار و چهارصد و بیست و سومین سال تقویم میلادی است.

## مناسبت‌ها
سال ۱۴۲۳ میلادی

## رویدادها
اقتباس نماد شیر و خورشید در ایران.

## زادگان
- ۳۰ مه – گئورگ فن پویرباخ، ریاضی‌دان و ستاره‌شناس اتریشی (د. ۱۴۶۱)
- ۳ ژوئیه – لویی یازدهم، کشیش فرانسوی (د. ۱۴۸۳)